# La Calandria
La Calandria ist eine Komödie in fünf Akten von Bernardo Dovizi da Bibbiena, die am 6. Februar 1513 am Hof von Urbino uraufgeführt wurde. Sie zählt zu den bedeutendsten Komödien des 16. Jahrhunderts.

## Inhalt

### Prolog
Ähnlich Ludovico Ariostos La Cassaria (1508) werden zunächst Stilfragen geklärt, um eventueller Kritik zuvorzukommen. Die Zuschauer werden darauf hingewiesen, dass es sich bei La Calandria um eine moderne Komödie handle, d. h. um eine Komödie, die weder in Versen (sondern in Prosa) noch auf Latein (sondern in volgare) verfasst ist. Die sprachliche Innovation wird damit begründet, dass
- neue Dinge gegenüber herkömmlichen ergötzlicher seien,
- ein möglichst großes Publikum angesprochen werden solle und im Gegensatz zum volgare nicht jeder Latein verstehe,
- es sich beim volgare um eine ‚natürliche‘, d. h. von Gott gegebene Sprache handle, die dem Latein, Griechischen und Hebräischen in nichts nachstehe, vorausgesetzt, man feile die Sprache in dem Maße aus, wie man es einst mit den vorgenannten Sprachen tat,
- jeder, der andere Sprachen mehr schätze als die eigene, sich selbst ein Feind sei.

Die unglaubliche Dummheit des Protagonisten Calandro wird im Prolog gegen den eventuellen Vorwurf der mangelnden Glaubwürdigkeit verteidigt. Zur Rechtfertigung wird auf einen gewissen als äußerst dumm geltenden Martino da Amelia verwiesen. Schließlich wird La Calandria gegen eventuelle Plagiatsvorwürfe verteidigt. Die Intention des Autors sei es, sich mit Plautus zu messen, nicht jedoch ihn „abzukupfern“. Dies sei der Grund, warum es in La Calandria an nichts von dem fehle, was in Plautus’ Komödien bereits angelegt sei.

### Handlung (Argomento)
In diesem Abschnitt wird die Vorgeschichte der Komödie vorgetragen. Demetrio aus Methoni ist Vater von Zwillingen, den Knaben Lidio und das Mädchen Santilla, beide sind sich zum Verwechseln ähnlich. Der Vater stirbt als die Kinder sechs Jahre alt sind. Als die Türken Methoni (ca. 1500) erobern und brandschatzen, wird Santilla von ihrer Amme und von ihrem Diener Fannio in Sicherheit gebracht. Da flüchtige, auf sich selbst gestellte Frauen völlig entrechtet sind und man Santillas Zwillingsbruder für tot hält, verkleiden die Amme und Fannio sie als Mann und nennen sie Lidio. Auf der Flucht werden die drei gefangen genommen und nach Konstantinopel gebracht. Perillo, ein wohlhabender florentinischer Kaufmann, kauft die drei frei und bringt sie zu sich nach Hause nach Rom. Eines Tages jedoch entschließt sich Perillo den vermeintlichen Lidio mit seiner Tochter zu verheiraten.
Der echte Lidio ist indessen mit seinem Diener Fessenio von Methoni nach Florenz geflohen. Im Alter von 17 Jahren reist auch er nach Rom. Dort verlieben er und Fulvia sich ineinander. Um Fulvia besuchen zu können, muss sich Lidio als Frau verkleiden. Nach zahlreichen Verwechslungen erkennen sich Lidio und Santilla wieder.
Die Zuschauer werden ermahnt, Lidio und Santilla nicht zu verwechseln, da beide von derselben Statur seien, dieselbe Kleidung trügen und auf dieselbe Art und Weise redeten und gestikulierten.
Zum Schluss noch ein Seitenhieb auf Rom: Die Zuschauer sollten sich nicht wundern, dass all die auftretenden Römer so plötzlich auf der heimischen Bühne zu sehen seien. Dies sei nicht irgendwelcher Magie oder Hexerei geschuldet, sondern der Tatsache, dass die Bühne und der Hintergrund Rom seien. Das einst so große Rom passe heute leicht in jede Stadt.

### Erster Akt
Als Lidio erfährt, dass seine Schwester Santilla die Flucht vor den Türken überlebt hat, lässt er nach ihr suchen. Schließlich bringt er in Erfahrung, dass sie in Italien lebt und sucht sie nun schon seit vier Monaten in Rom. Auf der Suche nach seiner Schwester hat er Fulvia, die Frau des äußerst wohlhabenden aber ebenso einfältigen Calandro kennen und lieben gelernt, wobei gewiss auch pekuniäre Interessen eine Rolle spielen. Mittags besucht er sie daraufhin als Santilla verkleidet, um sich mit ihr ungescholten vergnügen zu können. Damit die Liebesaffäre nicht auffliegt, gibt Lidio vor, abreisen zu wollen, wohl, ohne dies mit Fulvia abgesprochen zu haben, denn sie verzehrt sich bei dieser Nachricht vor Liebe zu ihm. Da sie glaubt, Lidio von seinem vermeintlichen Vorhaben abbringen zu müssen, trägt sie dem als Magier geltenden Scharlatan Ruffo auf, diesen zu verhexen und ihr auf diese Weise gefügig zu machen. Sollte Ruffo dies gelingen, würde sie ihn großzügig belohnen. Da Ruffo mit der sich als Lidio ausgebenden Santilla bekannt ist, ohne jedoch ihre wahre Identität zu kennen, hält er die Erfüllung ihres Anliegens für ein Kinderspiel. Indessen hat sich Calandro im Laufe der zahlreichen Besuche des als Santilla verkleideten Lidio unsterblich in dessen Alter Ego verliebt. Fessenio, der nun auch als Diener Calandros arbeitet, verspricht seinem Herrn, ihn mit „Santilla“ (eigtl. Lidio) zusammenzubringen.

### Zweiter Akt
Die sich als Lidio ausgebende Santilla befindet sich in einer heiklen Situation. Einerseits hat die männliche Identität ihr Leben gerettet, andererseits hat Perillo, ihr Herr, in ihr einen so guten und treuherzigen Menschen gefunden, dass er nun beabsichtigt, sie mit seiner Tochter Verginia zu verheiraten und sie auf diese Weise zu seinem Erben zu machen. Die Hochzeit soll am nächsten Tag bzw. in zwei Tagen stattfinden. Fulvia sieht „Lidio“, d. h. die als Lidio verkleidete Santilla auf der Straße und schickt ihre Dienerin Samia zu ihr. Da Santilla weder Fulvia noch Samia kennt, verhält sie sich gegenüber Samia äußerst schroff. Nachdem Samia abgegangen ist, begegnet Santilla Ruffo, der versucht, sie bzw. „ihn“ für sein Vorhaben zu gewinnen. Santilla ist interessiert, da der evtl. nach ihr suchende Perillo sie unmöglich im Hause Fulvias vermuten wird und sie sich mit dem Schweigegeld, dass Fulvia ihr für den Ehebruch zahlen wird, von Perillo freikaufen kann. Indessen unterbreitet Fessenio Calandro seine Pläne. Um nicht entdeckt zu werden, solle Calandro in einen Tresor steigen. Er würde in dem Tresor zu „Santilla“, d. h. dem als Santilla verkleideten Lidio gebracht werden. Fessenio erzählt wiederum Lidio, er solle sich als Frau herausgeputzt in seinem Haus auf Calandro warten. Wenn es zum Geschlechtsverkehr komme, solle Lidio die Fenster schließen und das Zimmer verdunkeln. Eine Prostituierte würde sich dann zu Calandro legen. Calandro begibt sich indessen zu einem gewissen Menicuccio, bei dem sich der Tresor befindet.

### Dritter Akt
Während Calandro im Tresor liegt, trifft sich Fessenio mit der Prostituierten und dem Träger. Dem Träger hatte Fessenio erzählt, in dem Tresor befinde sich kostbare Ware. Als der Tresor zu Lidios Haus gebracht wird, werden die vier von Zöllnern aufgehalten. Um seinen Plan dennoch durchführen zu können, erzählt Fessenio den Zöllnern, im Tresor befinde sich die Leiche eines Pestkranken, die in einen nahe gelegenen Fluss geworfen werden soll. Da Calandro ob dieser Behauptung beginnt, sich zu regen und zu beklagen, ergreifen alle bis auf Fessenio und Calandro entsetzt die Flucht. Nun lässt Fessenio Calandro zur Tarnung den Tresor zu Lidio tragen. Da sich Calandro nicht im Tresor befindet, wird er Lidio bzw. Santilla bei Tageslicht sehen. Lidio bzw. „Santilla“ wird sich deshalb von Calandro einige Küsse gefallen lassen müssen, was aber laut Fessenio nicht weiter schlimm sei, da Lidio hinterher die Küsse Fulvias umso besser gefallen würden. Für den Fall, dass es schließlich zum Geschlechtsverkehr zwischen Calandro und Santilla kommen sollte, würde die Prostituierte Lidios Haus über den Hintereingang betreten. Samia erzählt ihrer Herrin indes von ihrer Begegnung mit „Lidio“ (eigtl. Santilla). „Lidios“ Verhalten wird als Verachtung gegenüber Fulvia gedeutet. Ruffos Zauber, so folgert Fulvia, habe keine Wirkung gezeigt. In ihrer Verzweiflung entschließt sie sich als Mann verkleidet Lidio aufzusuchen, um durch ihre Klagen sein Herz zu erweichen. Fulvia erwischt jedoch ihren Mann beim Geschlechtsverkehr mit der Prostituierten. Ihre Verkleidung als Mann begründet sie mit ihrer Keuschheit. Sie wollte die Blicke der Männer nicht auf sich ziehen. Fessenio, der den Streich mit Calandro u. a. ausgeheckt hatte, um ihn des Ehebruchs zu überführen, ist von der Entschlossenheit, mit der Fulvia Lidio liebt, gerührt, und verspricht ihr, Lidio werde sich in Kürze zu ihr begeben. Fulvia scheint jedoch kein Risiko eingehen zu wollen und schickt Samia zu Ruffo. Dieser schickt sie wiederum zu „Lidio“ (eigtl. Santilla), der sich aufgrund der Ermahnungen Ruffos und Fannios (Fannio kennt Samia bereits – woher, wird in der Komödie nicht verraten) ihr gegenüber freundlicher verhält. Von Samia erfährt „Lidio“, dass „er“ sich als Frau verkleidet zu Fulvia begeben soll, was „dieser“ auch tut. Damit Santillas Identität unerkannt bleibt, behauptet Fannio gegenüber Ruffo, „Lidio“ sei ein Zwitter. Der als Frau verkleidete Lidio und Santilla erreichen fast zeitgleich Fulvias und Calandros Haus. Calandro erblickt Lidio und verfolgt diesen. Während Lidio nachhause flüchtet, um sich in neuen Gewändern erneut zu seiner Geliebten zu begeben, kann Santilla unbeobachtet das Haus Fulvias betreten.

### Vierter Akt
Inzwischen hatte Fulvia mit „Lidio“ Geschlechtsverkehr und dabei festgestellt, dass dieser weiblichen Geschlechts ist. Ruffo beruhigt sie, er könne Lidio bzw. dessen Geist in einen Mann verwandeln. Lidio bzw. dessen Geist sei als Frau erschienen, da Fulvia dies so von ihm verlangt habe. Ruffo wiederum schickt „Lidio“ erneut zu Fulvia. Diesmal solle er, da er angeblich ein Zwitter sei, sein männliches Geschlecht verwenden. Als Fannio und Santilla allein sind, legt Fannio seiner Herrin seinen Plan dar. Beide würden, wenn sie zu Fulvia gingen dieselbe (männliche) Kleidung tragen. Zuvor lässt Ruffo Samia ihrer Herrin einen Brief überbringen, in dem er ihr verspricht, dass Lidio bzw. dessen Geist diesmal mit männlichem Glied bei ihr auftauchen werde. Samia begegnet auf dem Heimweg Fessenio und liest ihm aus dem Brief vor. Fessenio glaubt an ein Wunder, da Fulvia dem Brief nach zu urteilen eigenhändig festgestellt haben will, dass Lidio weiblichen Geschlechts ist.

### Fünfter Akt
Als Samia nach der Übergabe von Ruffos Brief Lidio das Geld aushändigen soll, trifft sie zugleich auf den als Frau verkleideten Lidio und auf Santilla. Da sich Samia nicht entscheiden kann, wer von beiden der echte Lidio ist, entschließt sie sich, zu ihrer Herrin zurückzukehren. Während Lidio sich auf den Weg zu Fulvia macht, wartet Santilla auf Fannio. Fessenio, der sich in ihrer Nähe befindet, vernimmt ihre Klagen angesichts des zu Scheitern drohenden Plans. Indem Santilla ihre Vergangenheit verflucht und ihren Geburtsort nennt, glaubt Fessenio in ihr den durch Ruffo in eine Frau verwandelten Lidio zu sehen. Als Fessenio auf Santilla zugeht, diese als ihren Herrn anspricht und, da Santilla ihn nicht als seinen Diener erkennt, weitere Details über seine Identität und seines Herrn preisgibt, begreift Santilla allmählich, dass es sich bei Fessenio um den Diener ihres tot geglaubten Bruders handelt. Lidio, der unterwegs zu Fulvia Fessenio erblickt hat, ruft diesen zu sich. Anhand bestimmter Merkmale erkennt Fessenio, dass es sich bei ihm um seinen echten Herrn handelt und wünscht diesem Glück bei seinem Vorhaben. Während Lidio seinen Weg zu Fulvia fortsetzt kehrt Fessenio zu Santilla und Fannio zurück. Santilla und der inzwischen hinzugekommene Fannio geben diesem gegenüber ihre wahre Identität preis. Nach dieser Wiedererkennungsszene eilt Samia herbei und berichtet, die Brüder Calandros hätten Fulvia zusammen mit Lidio gesehen und suchten wiederum nach Calandro und Fulvias Brüdern um Fulvia bloßzustellen. Fulvia habe nicht die Flucht ergriffen, da sie glaube mit Hilfe von Ruffos Zauber Lidio rechtzeitig in eine Frau verwandeln zu können. Da die Brüder Calandros jederzeit mit Calandro und den Brüdern Fulvias eintreffen könnten, ersinnt Fessenio folgenden Plan: Santilla bzw. „Lidio“ solle sich in den Gewändern Fannios kleiden und Fannio wiederum in den Gewändern „Lidios“. Der Fortgang des Plans wird durch die Handlung deutlich: Während Fannio auf den Ausgang der Ereignisse wartet, führt Fessenio Santilla bzw. „Lidio“ zu Fulvias Haus und schmuggelt diesen über ein Fenster in das Zimmer, in dem sich Fulvia und der als Frau verkleidete Lidio befinden. Santilla tauscht mit Lidio Fannios Gewand. Sie selbst zieht Lidios Frauengewänder an. Nach dem Tausch verlässt Lidio das Zimmer über das Fenster. Daraufhin treffen Calandro und seine Verwandten und Verschwägerten ein. Die Enthüllung der Brüder Calandros löst sich in Wohlgefallen auf. Santilla wird nach Feststellung ihrer Geschlechterzugehörigkeit freundlich verabschiedet. Nachdem sie Fulvias Haus verlassen hat, erkundigt sie sich nach ihrem Bruder. Santilla gibt sich Lidio zu erkennen und stellt ihm Fannio vor, an den sich Lidio im Nu erinnert. Fessenio wiederum verrät Fulvia die wahre Identität „Lidios“, d. h. Santillas. Die Ähnlichkeit kommt Fulvia gelegen, da sie zum einen ihren Sohn Flaminio mit Santilla verheiraten kann und zum andern Lidio sie auf diese Weise unentdeckt besuchen und sich mit ihr vergnügen kann. Fannio empfiehlt Lidio wiederum Verginia, die Tochter von Santillas Herrn, Perillo, zu heiraten. Auf diese Weise können Lidio und Santilla zu Reichtum gelangen. Am Ende wendet sich Fessenio an die Zuschauer: Die Hochzeit von Lidio und Verginia finde erst am nächsten Tag statt. Wer diese noch sehen wolle, bleibe sitzen, der Rest solle das Theater verlassen, da in der nächsten Zeit auf der Bühne nichts weiter geschehen werde.

## Personen
- Fessenio, Diener Lidios und Calandros
- Polinico, Lidios Hauslehrer
- Lidio, Bruder Santillas
- Calandro, wohlhabender Ehemann Fulvias
- Samia, Dienerin Fulvias und Calandros
- Ruffo, Magier
- Santilla, Schwester Lidios
- Fannio, Diener Santillas
- Fulvia, Calandros Ehefrau
- weitere Personen: die Prostituierte, der Träger, die Zöllner

## Weitere Informationen
- Die Questione della lingua des Prologs findet sich ähnlich im Prolog von La Cassaria (Prolog)
- Der Bezug auf Plautus erinnert an den Bezug auf Plautus und Terenz im Prolog von I Suppositi (Prolog)
- Die vorgetäuschte Abreise Lidios erinnert an die vorgetäuschte Abreise Lucranios in La Cassaria (Erster Akt, Szene 1)
- Im Gegensatz zu den italienischen Vorläufern ist der Liebhaber gegenüber der Geliebten sozial niedriger gestellt (Erster Akt, Szene 2)
- La Calandria ist das einzige Drama, das Bibbiena je geschrieben hat.
- Wie in La Cassaria gibt es leise Anspielungen auf den Hof oder gar auf einzelne Angehörige. Dem Hof wird ironisch seine Verweiblichung vorgehalten (Erster Akt, Szene 2)
- Während der Raffael-Schüler Girolamo Genga für die Bühnenausstattung der Uraufführung in Urbino verantwortlich war, schuf Baldassare Peruzzi die Ausstattung für zwei weitere Aufführungen in Rom.[1]
- Anlass für die Uraufführung von La Calandria waren nicht nur die Karnevalsfeierlichkeiten des Jahres 1513, sondern auch der Erwerb Pesaros.[2]
- Der Prolog zu La Calandria wurde von Baldassare Castiglione geschrieben. Es existiert auch ein Prolog von Bibbiena, der jedoch nicht zur Aufführung gelangte.[3][4]
- Laut Mario Baratto wurden einige Elemente von Bibbienas La Calandria später zum festen Bestandteil der Commedia dell’arte. Dazu gehört u. a. das Motiv des verliebten Alten und seines listigen, erfindungsreichen Dieners, hier verkörpert durch Calandro und Fessenio.[5]

## Literarische Vorbilder

### Altrömische Literatur

#### Plautus
- Sowohl in La Calandria als auch in Plautus’ Menaechmi (2. Jhdt. v. Chr.) sind Zwillinge die Protagonisten einer Verwechslungskomödie. In Bibbienas Komödie sind die Zwillinge allerdings unterschiedlichen Geschlechts.[6][7]
- Bacchides (ebenfalls 2. Jhdt. v. Chr.)
- Casina[8]

### Italienische Literatur
Neben Plautus’ Menaechmi ist Boccaccios Decamerone (~1349–1353)
die Hauptinspirationquelle für Bibbienas La Calandria.

#### Boccaccio
- Der trottelige Calandrino, der in vier Novellen von Boccaccios Decamerone die Hauptperson ist (römische Ziffern = Tag, arabische Ziffern = Novelle: VIII, 3; VIII, 7; IX, 3; IX, 5), ist der Namensgeber für Bibbienas Komödie.[9][10]
- Die Szene, in der Lidios Diener Fessenio Calandro in einen verdunkelten Raum führt, in dem statt seiner angebeteten Santilla eine Prostituierte auf ihn wartet, ist von der vierten Novelle des achten Tages inspiriert, in der die Witwe Piccarda den wollüstigen Pfarrer von Fiesole demütigt, indem sie ihn in ein verdunkeltes Zimmer führt, in dem er sich zu ihrer missgestalteten Magd Ciutazza legt. Der Pfarrer wird nicht nur vom Bischof auf frischer Tat ertappt, sondern gibt sich wegen des Geschlechtsverkehrs mit der hässlichen Magd sein Leben lang der Lächerlichkeit preis.[11]
- Fulvias Verkleidung als Mann, um ihren Geliebten Lidio aufzusuchen, folgt einem Motiv, dass in der Tradition der Novellistik sowie der humanistischen Komödie weit verbreitet ist. In der dritten Novelle des zweiten Tages z. B. begibt sich die Tochter des Königs von England als Abt verkleidet nach Rom.[12]
- Fessenios einfallsreiche Vertauschung Lidios durch Santilla, nachdem Calandro seine Frau beim Ehebruch ertappt hat und seine Brüder holt, um beide zu bestrafen, erinnert an die achte Novelle des siebten Tages, in der von Arriguccio Berlinghieris Eifersucht gegenüber seiner Frau die Rede ist. Trotz Arriguccios Wachsamkeit gelingt es seiner Frau ihren Geliebten in ihrem Haus zu empfangen, während Arriguccio schläft. Eines Nachts jedoch, ertappt Arriguccio den Geliebten mit seiner Frau und verfolgt diesen. Aus Angst um sich lässt Arriguccios Frau ihre Magd in ihrem Bett schlafen. Da der Geliebte offenbar Arriguccio entlaufen ist, kehrt dieser Heim, verprügelt die im Bett seiner Frau liegende Magd und schneidet dieser die Haare ab. Mit den abgeschnittenen Haaren begibt sich Arriguccio darauf zu den Brüdern seiner Frau, um ihnen von ihrer „Schandtat“ zu berichten. Als Arriguccio und die Brüder seiner Frau sein Haus betreten, finden sie seine Frau unversehrt bei der häuslichen Arbeit vor. Diese wiederum nimmt dies zum Anlass, ihren Mann als Trunkenbold vorzuführen, der womöglich eine Prostituierte verprügelt habe. Die Brüder der Frau Arriguccios verprügeln dessen Ehemann. Von da an kann Arriguccios Frau ihren Geliebten ungestört treffen.[13]
- Die Art und Weise, in der Fessenio Calandro überzeugt, dass dieser sterben, in eine Kiste gesteckt und schließlich in Santillas Armen wiederauferstehen könne, erinnert an die achte Novelle des dritten Tages, in der ein Abt dem tölpelhaften Ferondo einen Schlaftrunk verabreicht. Nachdem der scheintote Ferrondo öffentlich beerdigt wird, kann der Abt als Geist verkleidet, dessen Frau aufsuchen und sich mit ihr vergnügen. Währenddessen wird Ferrondo in einer Zelle gefangen gehalten und ihm Glauben gemacht, er befinde sich im Fegefeuer.[14]
- Das Motiv des Liebhabers, der in einer Truhe zu seiner Geliebten gebracht wird, findet sich ebenfalls in zahlreichen Novellen, z. B. in der ersten Novelle des neunten Tages des Decamerone. Darin versucht Madonna Francesca zwei lästige Buhler loszuwerden, indem sie dem einen aufträgt, sich selbst anstelle eines verstorbenen Verwandten zu begraben, und dem andern, ebendieses Grab zu plündern. Beide Buhler folgen den Anweisungen ihrer Angebeteten, doch Letzterer wird vom Nachtwächter überrascht und lässt den vermeintlichen Leichnam zurück.[15]
- Nachdem Fulvia sich als Mann verkleidet zum Hause Lidios begibt, um diesen zu besuchen und dabei ihren Mann mit der Prostituierten erwischt, begründet sie ihre Verkleidung gegenüber diesem mit ihrer Keuschheit. Sie habe als ehrbare Frau auf der Straße nicht belästigt werden wollen. Auf diese Weise zieht sie sich geschickt aus der Affäre. Der Diener Fessenio, der diese Szene beobachtet hat, führt Fulvias aufblühenden Scharfsinn auf die Macht der Liebe zurück, was in seinem Hohelied auf die Liebe und die Macht, die sie den Menschen verleiht, zum Ausdruck kommt. Einen ähnlichen Lobgesang finden wir in der vierten Novelle des siebten Tages von Boccaccios Decamerone, in der Ghita die Liebe besingt, die sie (zumindest vorläufig) vor ihrem eifersüchtigen Mann Tofano gerettet hat.[16]
- Die komplizenhafte Beziehung zwischen der Dienerin Samia und ihrer Herrin Fulvia erinnert an die neunte Novelle des siebten Tages. Hier ist die Dienerin Lusca ihrer Herrin Lidia bei der Liebesaffäre mit einem jungen Mann behilflich.[17]
- In der Szene, in der Fessenio Calandro weismacht, dass er ihn mithilfe eines Zaubers auseinandernehmen, in die Truhe legen und schließlich aus der Truhe nehmen und wieder zusammensetzen kann, ohne dass Calandro dadurch Schaden erleidet, ist Calandro nicht imstande, den Zauberspruch auszusprechen. Fessenio zieht sich daraufhin gewissermaßen aus der Affäre, indem er behauptet, Calandro habe den Zauber zunichtegemacht. Diese Szene ähnelt der zehnten Novelle des neunten Tages, in der Donno Gianni behauptet, er könne die Frau des Bauern Pietro da Tresant in eine Stute verwandeln. Als Donno Gianni den „Schwanz“ an das Hinterteil von Pietros Frau anbringen möchte, schreitet Pietro ein, worauf ihm Gianno vorwirft, er habe dadurch den Zauber zunichtegemacht.[18]

#### Ariosto
- Ähnlich wie Ludovico Ariosto in I Suppositi (1509) spielt Bibbiena in der Vorgeschichte von La Calandria auf die Einfälle der Türken in Italien an.[19]
- Mario Baratto sieht La Calandria in der Tradition von I Suppositi. Seiner Meinung nach versucht Bibbiena den Ansprüchen, die Ariosto im Prolog von I Suppositi an die Komödie im Allgemeinen stellt, gerecht zu werden oder sie gar zu übertreffen.[20]
- Kritik an Zöllnern, die in La Calandria im Kontext des Transports Calandros in der Truhe implizit formuliert wird, findet man auch in Ariostos I Suppositi, wenn auch in einem anderen Zusammenhang.[21]
- Wie auch in I Suppositi tritt in La Calandria ein Pedant auf: Polinico. Dieser ist im Gegensatz zu Ariostos Cleandro kein Rechtsgelehrter, sondern, dem Pedanten der Commedia dell’arte ähnlich, ein Privatlehrer, der allerdings eine sehr marginale Rolle spielt.[22]

### Weitere literarische Vorbilder
- Als Vorbild für die Travestie bzw. für den Rollentausch von Lidio und Santilla diente neben Ariostos Orlando furioso (1516/1532) die Novellensammlung Die sieben weisen Meister, die Abenteuer des Huon de Bordeaux sowie Antonio Puccis La Reina d’Oriente.[23]

### Textausgaben
- Bernardo Dovizi da Bibbiena: La Calandria. In: Guido Davico Bonino (Hrsg.): Il teatro italiano II. La commedia del Cinquecento. Tomo primo. Einaudi, Torino (Turin) 1977.
- Giorgio Padoan (Hrsg.): La calandra ; commedia elegantissima per Bernardo Dovizi da Bibbiena. Testo critico annot. a cura di Giorgio Padoan. Padova, Antenore 1985 (Medioevo e umanesimo; 57)

### Forschungsliteratur
Jack D’Amico: Drama and the Court in La "Calandria". In: Theatre Journal 43 (1991), S. 93–106.
Giulio Ferroni: I due gemelli greci a Roma. Il doppio e la scena nella "Calandria" del Bibbiena. In: Studi Romani 28.1 (Ja.-Mar 1980), S. 23–33.
Angela Guidotti: Il doppio gioco della "Calandria". In: MLN 104, 1, Italian Issue (1989), S. 98–116.
Eberhard Leube: Zum Strukturproblem der "Calandria". In: Italien und die Romania in Humanismus und Renaissance. Festschrift für Erich Loos zum 70. Geburtstag. Hg. v. Klaus W. Hempfer / Enrico Straub. Wiesbaden 1983, S. 122–133.
Ronald L. Martinez: Etruria Triumphant in Rome: Fables of Medici Rule and Bibbiena’s "Calandra". In: Renaissance Drama, Vol. 36/37, Italy in the Drama of Europe (2010), S. 69–98.
Pamela D. Stewart: A Play on Doubles: The "Calandria". In: Modern Language Studies 14, 1 (1984), S. 22–32.
Jörn Steigerwald: Liebes- und Verwandlungszauber: Bibbienas "La Calandria". In: Kunst der Täuschung – Art of Deception. Über Status und Bedeutung von ästhetischer und dämonischer Illusion in der Frühen Neuzeit (1400–1700) in Italien und Frankreich. Von Kirsten Dickhaut (Hrsg.). Wiesbaden 2016, S. 349–372.